# Тети Колето (Кунео)
Тети Колето је насеље у Италији у округу Кунео, региону Пијемонт.
Према процени из 2011. у насељу је живело 3 становника. Насеље се налази на надморској висини од 953 м.